# Macchi C.202

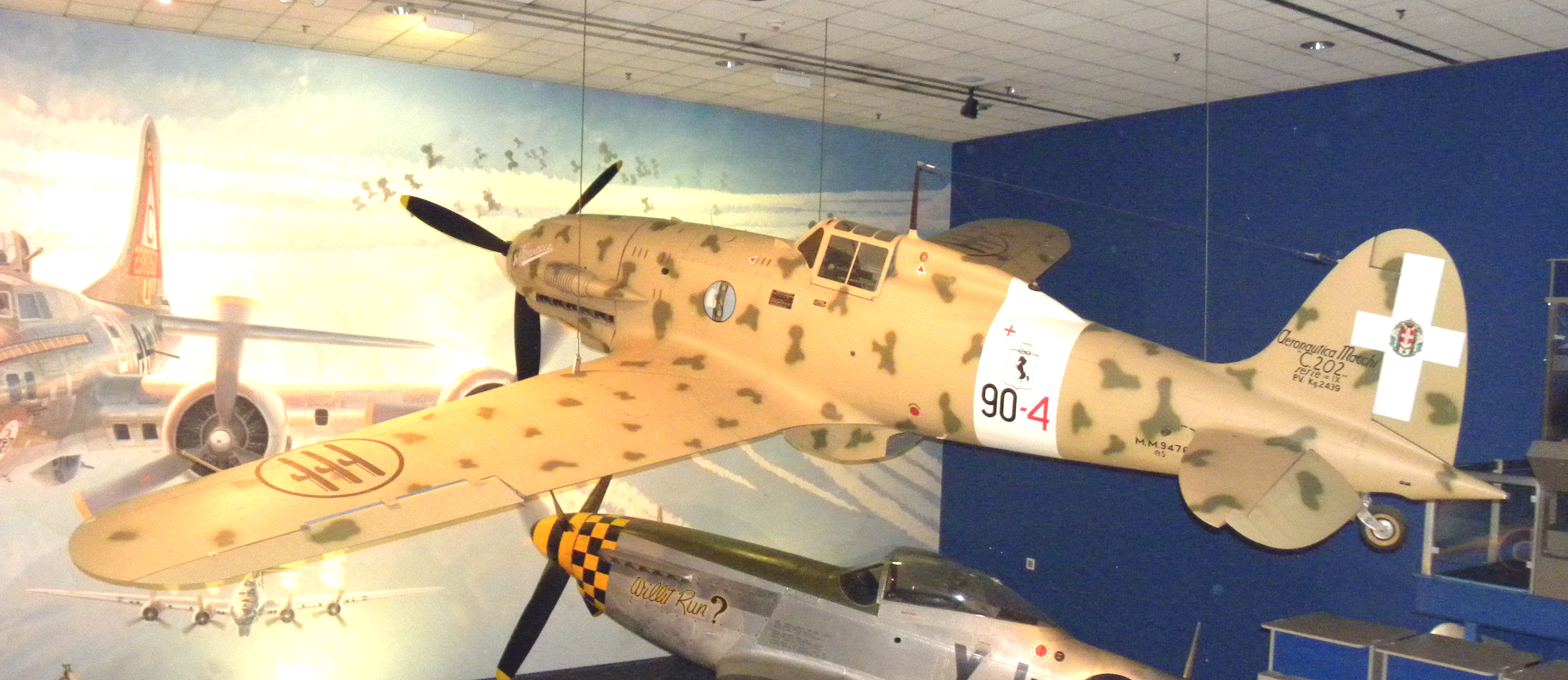
Protótipo C.202 revisto e camuflado de trás, mostrando a hélice de três lâminas e perfil de asa

O Macchi C.202 Folgore (em italiano, "trovão") foi um caça da Segunda Guerra Mundial, produzido pela Macchi Aeronautica e operado pela Regia Aeronautica (Real Força Aérea Italiana). Os projetos Macchi desenhados por Mario Castoldi recebiam a letra "C" na sua designação, sendo então o Folgore referido como C.202. Considerado um dos melhores caças utilizados pelo Eixo, o C.202 era um desenvolvimento do Macchi C.200 Saetta, porém com um motor mais potente, o V12 DB 601 da Daimler-Benz. Indubitavelmente o melhor caça usado em larga escala pela Regia Aeronautica, o Folgore operou em todas as frentes nas quais a Itália estava envolvida. Porém, ele tinha vários problemas, sendo que o principal era seu armamento escasso, composto apenas por um par de metralhadoras Breda-SAFAT 12,7 mm montado acima do motor e outro par de Breda-SAFAT 7,7 mm montado nas asas. Também tinha baixa eficiência em altitudes acima de 6500 m, mas sendo excelente em altitudes abaixo desse número. Serviu de base para o Macchi C.205, que levava um motor DB 605 mais potente e um par de canhões de 20 mm.